# Svend Olsen
Svend Olsen   (Lodbjerg Parish, 17 d'octubre de 1908 - Hundested, 13 de desembre de 1980) fou un aixecador danès que va competir durant la dècada de 1930.
El 1932 va prendre part en els Jocs Olímpics de Los Angeles, on guanyà la medalla de plata en la prova del pes semipesant, per a aixecadors amb un pes inferior a 82,5 kg, del programa d'halterofília. El mateix any va establir set rècords en dos temps, arrancada i pes total, però el darrer d'ells no va ser ratificat. El 1933 es retirà.